# Albertisia papuana
Albertisia papuana là một loài thực vật có hoa trong họ Biển bức cát. Loài này được Becc. mô tả khoa học đầu tiên năm 1877.